# Hyperechia marshalli
Hyperechia marshalli är en tvåvingeart som beskrevs av Austen 1902. Hyperechia marshalli ingår i släktet Hyperechia och familjen rovflugor.
Artens utbredningsområde är Zimbabwe. Inga underarter finns listade i Catalogue of Life.

## Bildgalleri

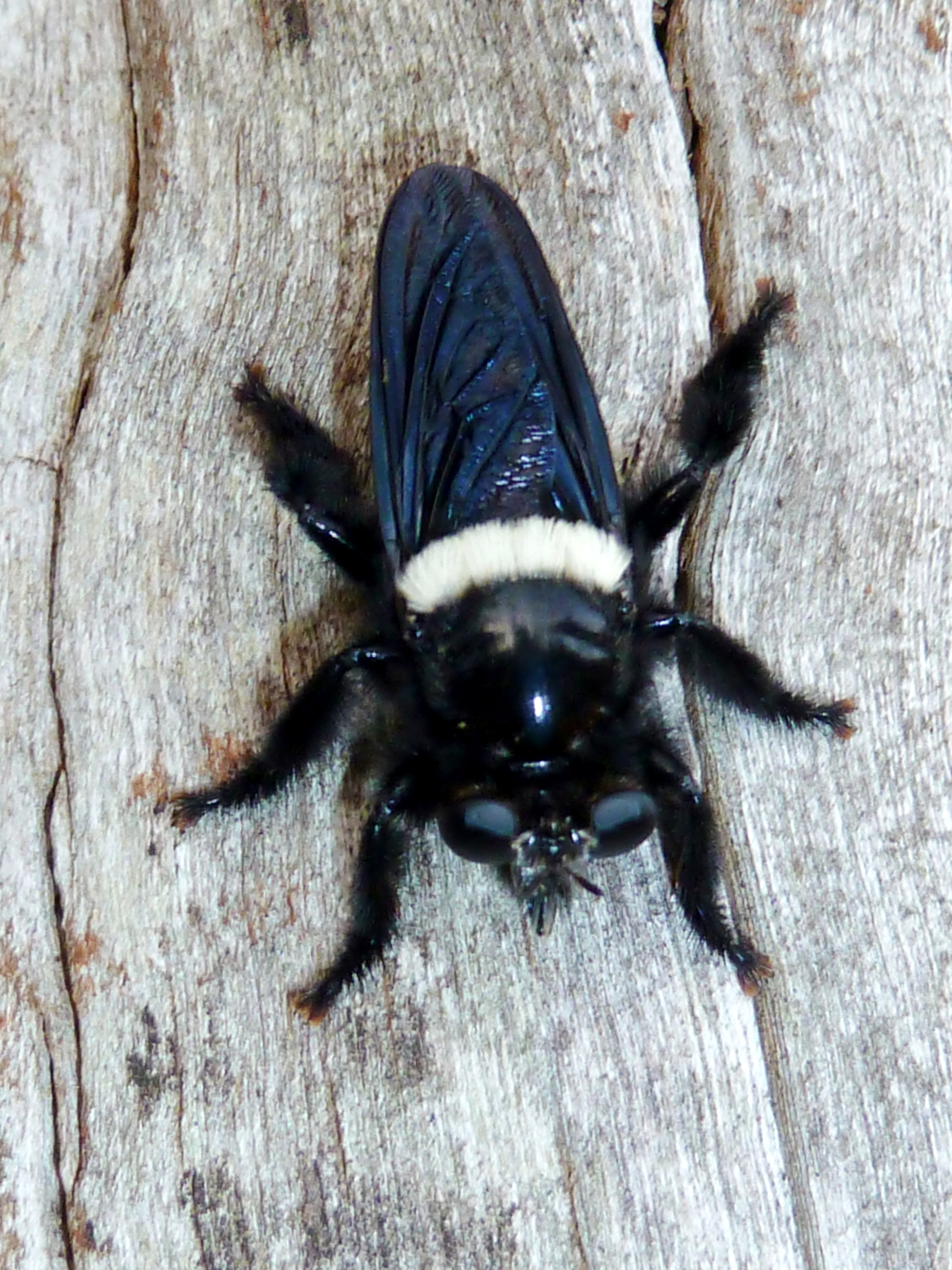
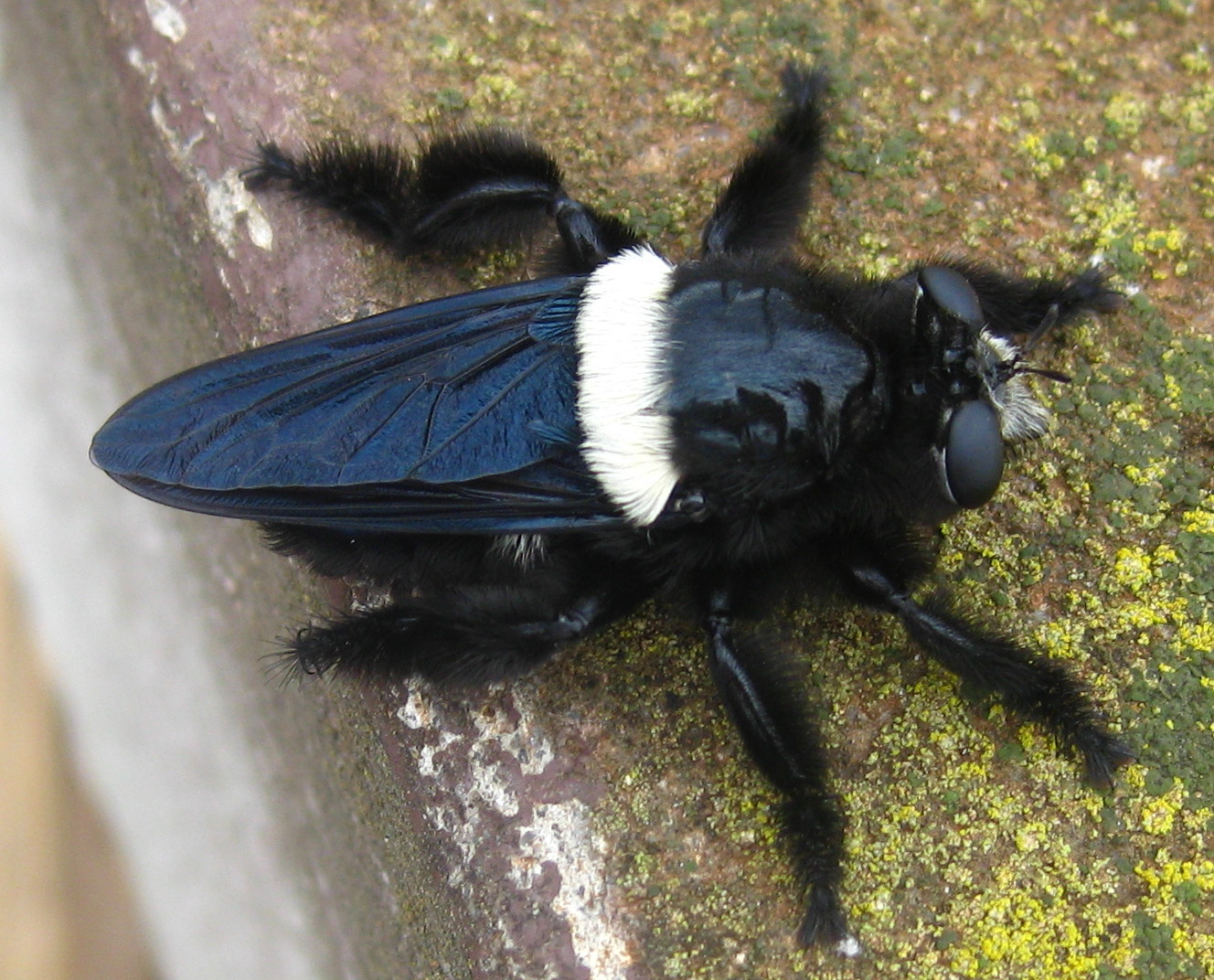